# Мольевич, Стеван
Стеван Мольевич (сербохорв. Стеван Мољевић / Stevan Moljević), 1888—1959 гг. — адвокат, политический деятель межвоенной Югославии. Во время Второй мировой войны — главный идеолог движения четников. Основной и самый известный труд — «Гомогенная Сербия». В 1946 году в коммунистической Югославии на Белградском процессе осуждён на 20 лет заключения, умер в тюрьме.

## Биография
Окончил основную школу в родном городе, гимназию в Загребе. Там же окончил университет и докторантуру. Был активным противником аннексии Боснии и Герцеговины Австро-Венгрией, которая произошла в 1908 г. В 1916 г. был осуждён, отбывал наказание до конца существования Австро-Венгрии (октябрь 1918 г.). В конце 1918 г. был одним из тех, кто осуществил присоединение Боснии и Герцеговины к Королевству сербов, хорватов и словенцев. В 1922 г. основал Югославско-французский клуб и был его председателем 17 лет. Был награждён тремя французскими орденами, в том числе орденом Почётного Легиона. Создал Югославско-британский клуб и руководил им на протяжении 5 лет. Был основателем и председателем Ротари клуба. После создания Сербского культурного клуба в Белграде стал председателем его баня-лукского отделения.
После поражения Югославии во II мировой войне Баня-Лука отошла к Независимому государству Хорватия. Мольевич был вынужден покинуть Боснию и Герцеговину и перебраться в Черногорию, оккупированную Италией. В черногорском городе Никшич пишет свой самый известный труд «Гомогенная Сербия» (датой написания обозначено 30 июня 1941 г.).

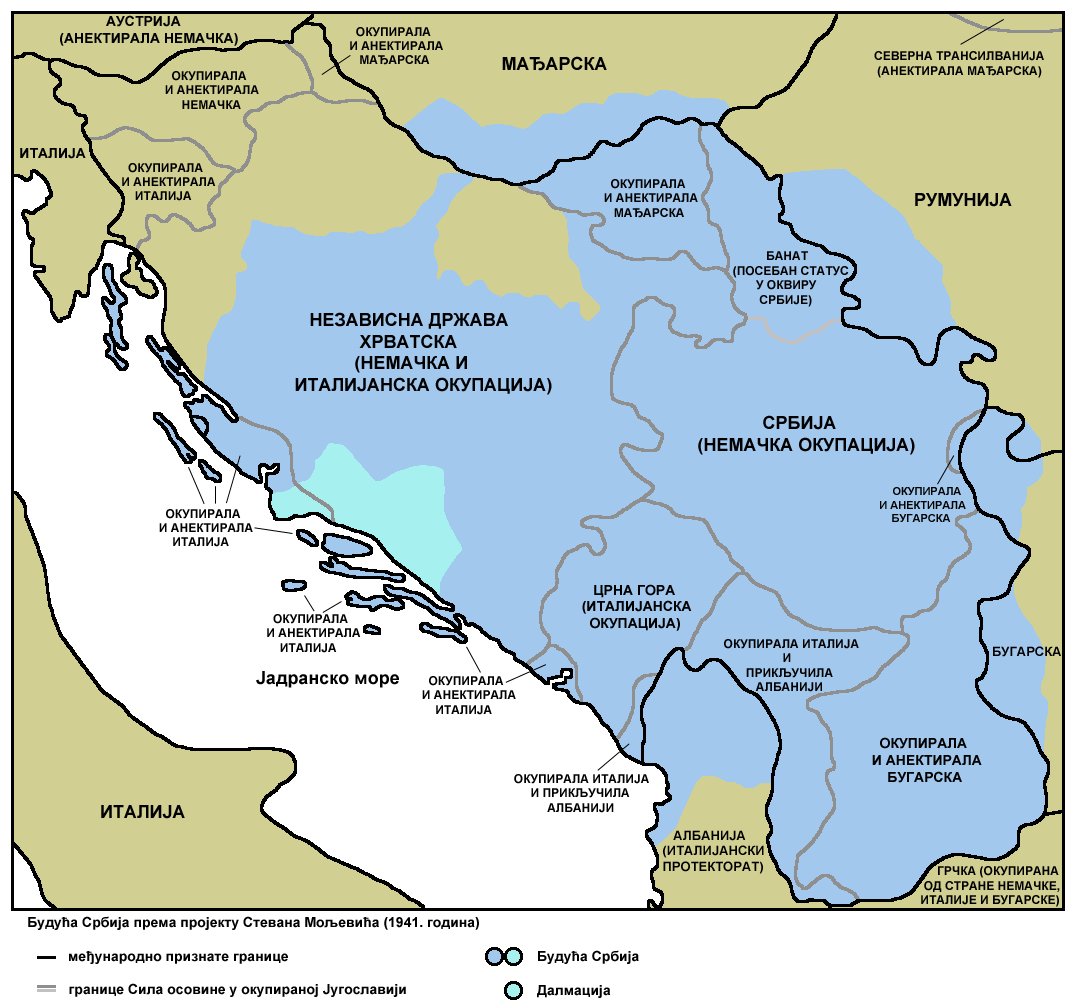
«Гомогенная Сербия» по Мольевичу (обозначена синим цветом)

В этом небольшом сочинении анализируются причины поражения Югославии, предлагаются границы будущей Сербии в составе Югославии, а также меры, которые необходимо предпринять для того, чтобы обеспечить будущее Сербии внутри Югославии. Это произведение Мольевича приобрело большую популярность после распада Югославии в 90-е гг. XX в. Сербские националисты использовали этот труд для обоснования планируемых ими границ Сербии, их противники (хорваты, боснийцы и др.) использовали его же для доказательства агрессивных намерений сербов.

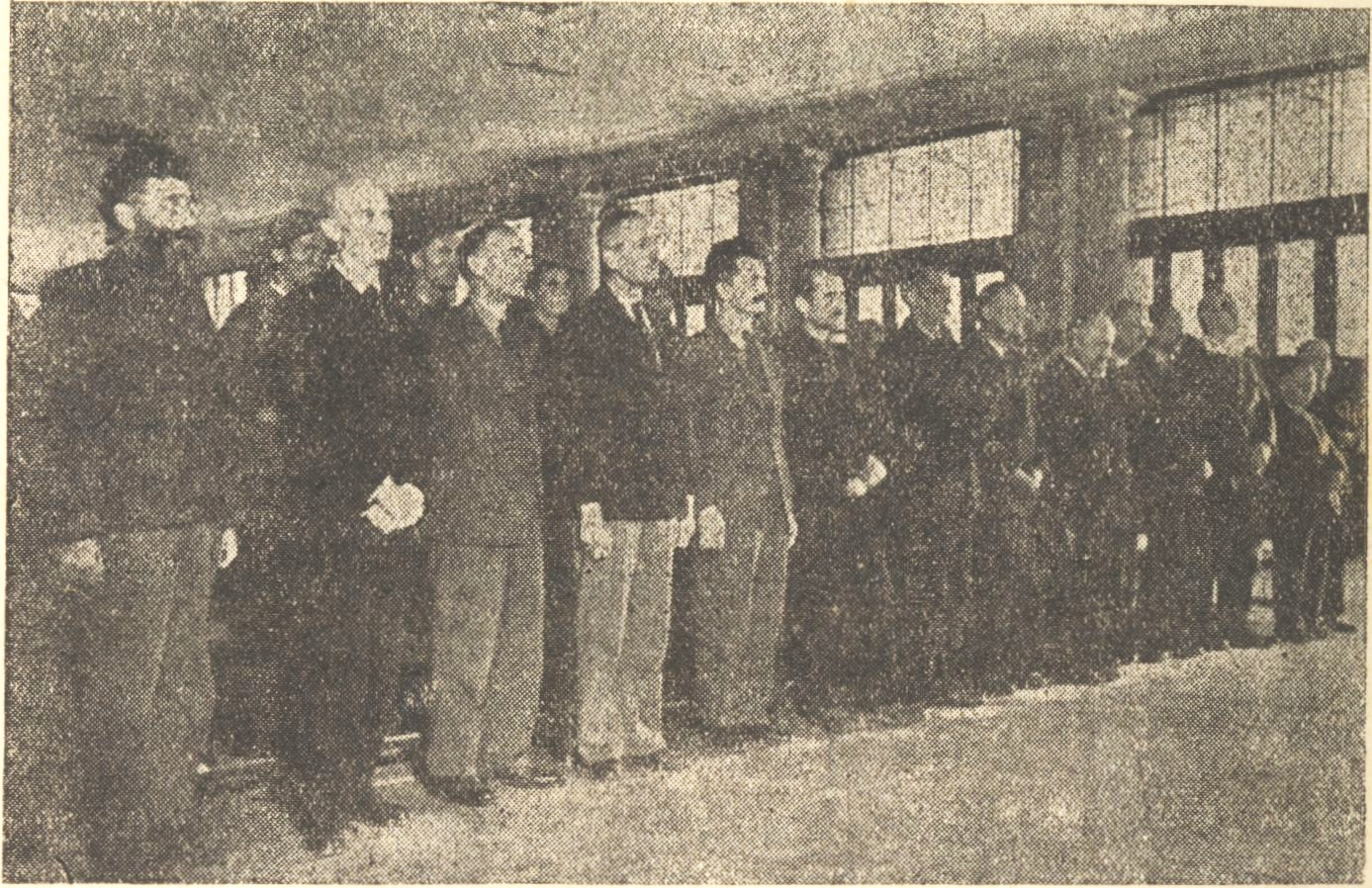
Руководители движения четников выслушивают приговор на Белградском процессе 1946 года, первый слева — Драголюб Михаилович, второй — Стеван Мольевич

Встал на сторону «Равногорского движения», оно же — движение четников во главе с Драголюбом Михаиловичем. Первая встреча между Мольевичем и Михаиловичем произошла в мае 1942 г. в Сербии. Повторно вернулся в Сербию вместе с Михаиловичем в 1943 г. Был редактором газеты «Равна Гора», советником Михаиловича по вопросам Боснии и Герцеговины, занимал ряд других руководящих постов в движении четников, но в марте 1945 г. подал в отставку. В 1946 г. предан суду вместе с Драголюбом Михаиловичем, осуждён на 20 лет лишения свободы. Умер от болезни в тюрьме через тринадцать лет заключения